# 155.ª Divisão de Infantaria (Alemanha)
A 155ª Divisão de Infantaria (em alemão:155. Infanterie-Division) foi uma unidade militar que serviu no Exército alemão durante a Segunda Guerra Mundial.

## Comandantes
| Comandante               | Data                                       |
| ------------------------ | ------------------------------------------ |
| Generalmajor Georg Zwade | ? de fevereiro de 1945 - 8 de maio de 1945 |

## Oficiais de operações
| Major Quellhorst            | 11 de fevereiro de 1945-1945           |
| Major Bernhard Diederichsen | 20 de março de 1945-1 de abril de 1945 |
| Major Eberhard Völkel       | 1 de abril de 1945-1945                |

## Área de operações
| Itália | fevereiro de 1945 - maio de 1945 |